# Age-Uke

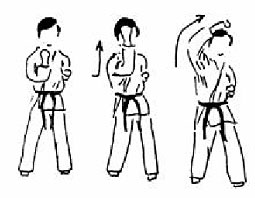
Grundschultechnik

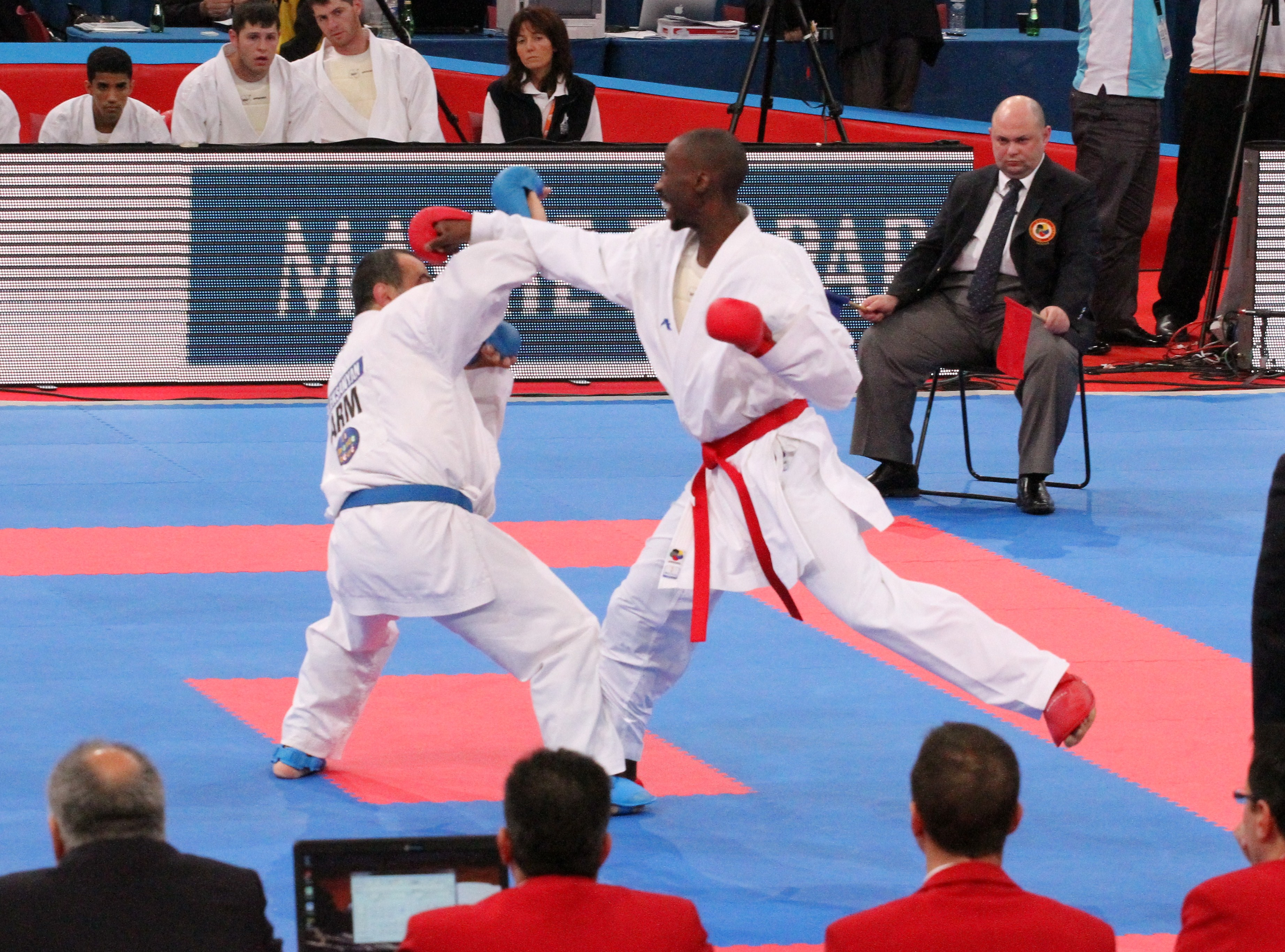
Age-Uke (links) als Block gegen einen Zuki bei der WM 2012

Age-Uke, auch Jodan-Age-Uke (jap. 上段上げ受け; 上段 = obere Stufe, 上げ受け = aufsteigender Block) ist eine grundlegende Blocktechnik im Karate, mit der Angriffe gegen den Kopf (Jōdan) abgewehrt werden können. Der Angriff wird dabei durch das Aufwärtsführen des Arms mit dem Handgelenk oder dem unteren Unterarm geblockt. Den Age-Uke gibt es nicht nur in der Kata oder im Kihon, er ist außerdem eine Standardabwehr im Kumite um den Kopfbereich zu schützen.

## Ausführung im Kihon
Im Kihon wird ein Age-Uke wie folgt ausgeführt:
- Ausholbewegung: Der blockende Arm befindet sich in Hikite-Position, d. h. seitlich an der Hüfte; die Faust ist geschlossen. Der andere Arm wird mit offener Hand in Richtung des Kopfes des Gegners gestreckt. Die Hüfte zeigt dabei gerade nach vorne.
- Blockbewegung: Der blockende Arm bewegt sich über die Körpermitte senkrecht nach oben. Dabei bleibt der Ellbogen 90° gebeugt und bewegt sich dicht am Körper auf möglichst direktem Weg auf seine Endposition zu. Dabei bleiben die Muskeln des Arms entspannt. Der ausholende Arm wird zurückgezogen und die Hand zur Faust geballt.
- Endposition: Knapp über Stirnhöhe dreht die Handfläche der blockenden Faust nach vorne oben, der Arm ist fast (aber nicht ganz) waagerecht und etwa zwei Handbreit vor der Stirn. In der Endposition sind die Muskeln des Arms angespannt und verleihen ihm Stabilität. Der ausholende Arm bewegt sich in Hikite-Position und die Hüfte dreht sich ein (Hanmi).

## Anwendung in der Kata
In der Kata wird die Ausholbewegung so abgewandelt, dass der ausholende Arm nicht mehr gestreckt, sondern als Age-Uke mit offener Hand eingesetzt wird. Dies lässt sich auch als Greifbewegung Torite deuten. Oft, z. B. in den Kata Heian Shodan und Heian Nidan, folgt auf dieses Greifen des angreifenden Arms ein weiterer, offensiv eingesetzter Age-Uke, mit dem der Arm des Angreifers gebrochen wird.
Im Shōtōkan-Karate kommt der Age-Uke in folgenden Kata vor:
- Heian Shodan
- Heian Nidan
- Jion
- Jitte (Kata)
- Hangetsu
- Kanku Dai